# North American X-15
North American X-15 byl experimentální hypersonický raketový letoun vyvinutý americkou společností North American Aviation. Provozovalo jej Letectvo Spojených států amerických a vesmírná agentura NASA. První let absolvoval roku 1959. Celkem byly vyrobeny tři exempláře. Jeden byl zničen při nehodě. Dva se dochovaly jako muzejní exponáty.
V 60. letech 20. století X-15 ustavil řadu rychlostních a výškových rekordů. Udržel si světový rychlostní rekord nejvyšší dosažené rychlosti pilotovaného stroje s hodnotou 6 Machů. Třináct letů tohoto letounu dosáhlo okraje vesmíru. Letoun přispěl svými informacemi ke konstrukci letadel a vesmírných lodí. Osm pilotů těchto letů získalo odznak astronauta od NASA nebo amerického letectva.

## Historie

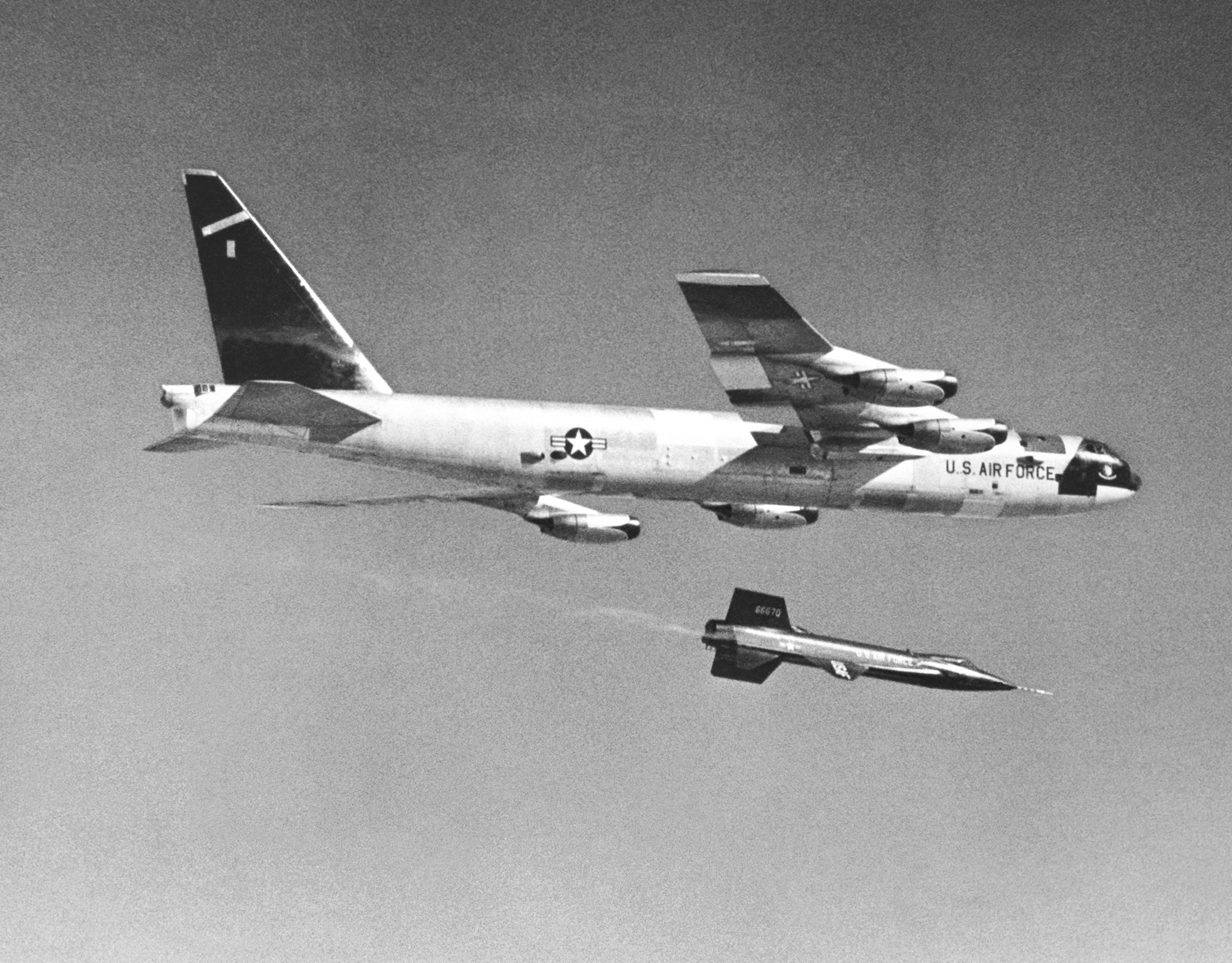
Vypuštění experimentálního letounu X-15 z mateřského bombardéru NB-52A

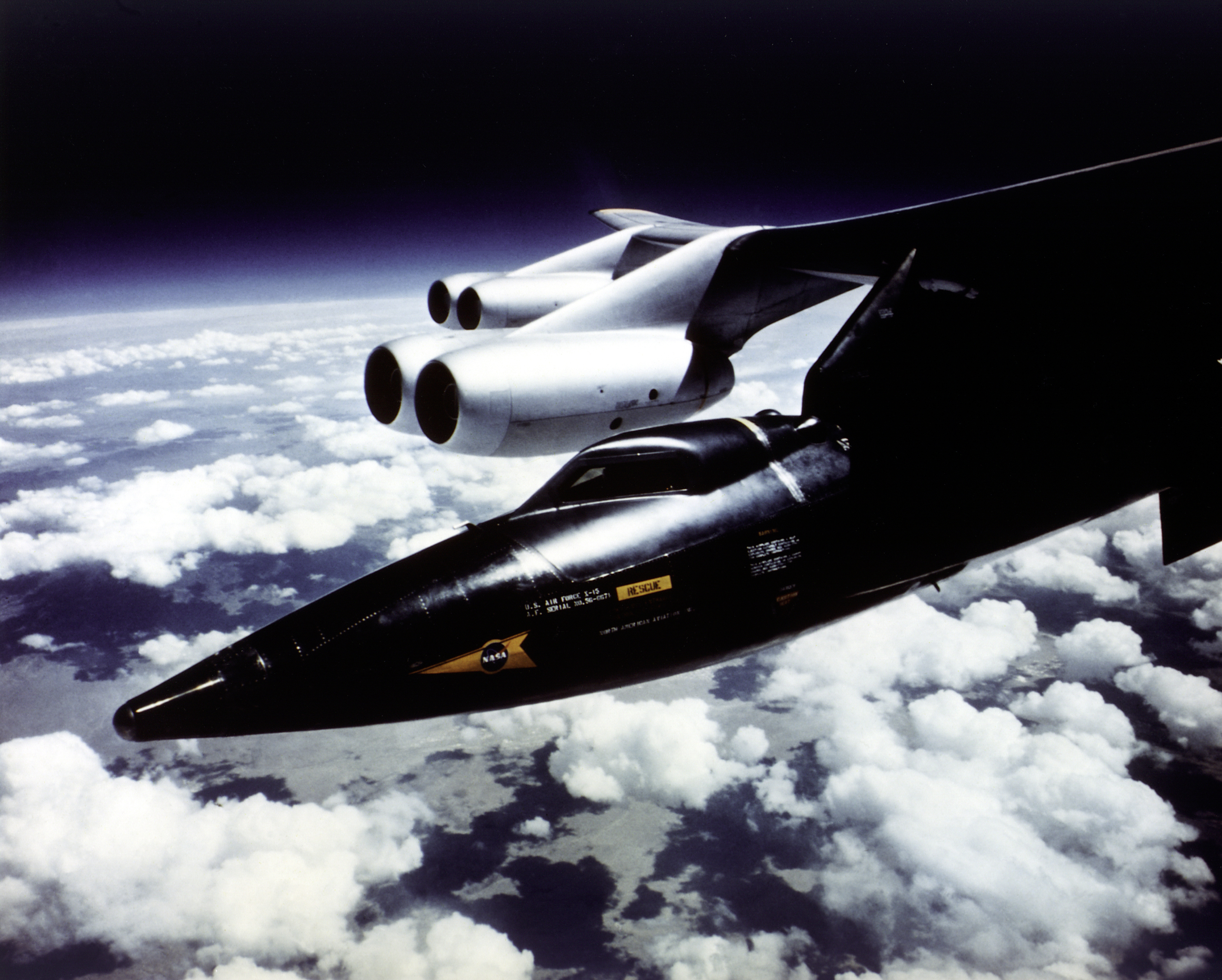
Druhý vyrobený X-15-2 před vypuštěním

Letoun dlouhý 15,47 metru s rozpětím pouze 6,82 metru, byl vypouštěn z upraveného nosiče B-52. Firmou North American byly postaveny tři prototypy X-15, které se průběžně upravovaly.
První X-15 dorazil na Edwardsovu leteckou základnu na podzim 1958 a po úspěšných počátečních testech se 7. března 1961 rozběhl výzkumný program. První let byl pilotován Maj. Robertem M. „Bob“ Whitem. Při užití pouze 50 procent tahu vystoupal do 22,8 km (75 000 stop) a stal se při svém prvním letu prvním mužem, který překonal Mach 4. Tři měsíce poté, 23. června 1961, White opět při použití pouze částečného tahu překonal hranici 5 Machů, když dosáhl maximální rychlosti 5798 km za hodinu (Mach 5,27). Poté, 9. listopadu 1961, vystoupal během několika sekund do 30,5 km (100 000 stop), srovnal letoun do horizontálního letu a pokračoval ve zrychlování. Po 86 sekundách, kdy motory spálily všechno palivo, dosáhl nového rychlostního rekordu Mach 6,04.
Stálo to devět let usilovné práce a výzkumu, dostat se z Mach 1 na Mach 3. Bob White se svým X-15 překonal tři rychlostní rekordy a posunul tak lidské možnosti z Mach 4 na Mach 6 v pouhých osmi měsících! Tyto rekordní lety byly jenom součástí dalších celkem 199 letů, během nichž X-15 překonal Mach 5 ve 109 případech, a Mach 6 čtyřikrát. Vystoupal nad 61 km (200 000 stop) 42krát a nad 91,4 km (300 000 stop) celkem ve čtyřech případech. Osm pilotů si díky X-15 vysloužilo také označení astronaut.  Pilot Major William J. „Pete“ Knight dosáhl rychlosti Mach 6,72, což zůstává dodnes nejvyšší rychlostí dosaženou letounem, pilotovaným lidskou posádkou. Celý program X-15 však nebyl zaměřen pouze na dosahování extrémních letových výkonů. Při jeho vývoji a provozu se uplatnilo více než 800 patentů, zkoumal se vliv na lidskou fyziologii, celý program přinesl know-how a obrovský pokrok ve všech vědeckých oblastech, zejména v metalurgii, navigaci, automatizaci, či poznání hranice vesmíru a dal tak obrovský základ americkému vesmírnému výzkumu. Pro příklad – prakticky celý navigační systém navrhovaný pro program Apollo byl prvně testován na X-15. Program třeba prokázal, že lidské tělo se dokáže vyrovnat s velkým přetížením způsobeným při startu, stejně tak jako se stavem beztíže několik sekund poté. Jednoduše vzato, program X-15 se může směle zařadit mezi vůbec nejúspěšnější a nejpřínosnější výzkumné programy v dějinách lidstva.

## Konstrukce

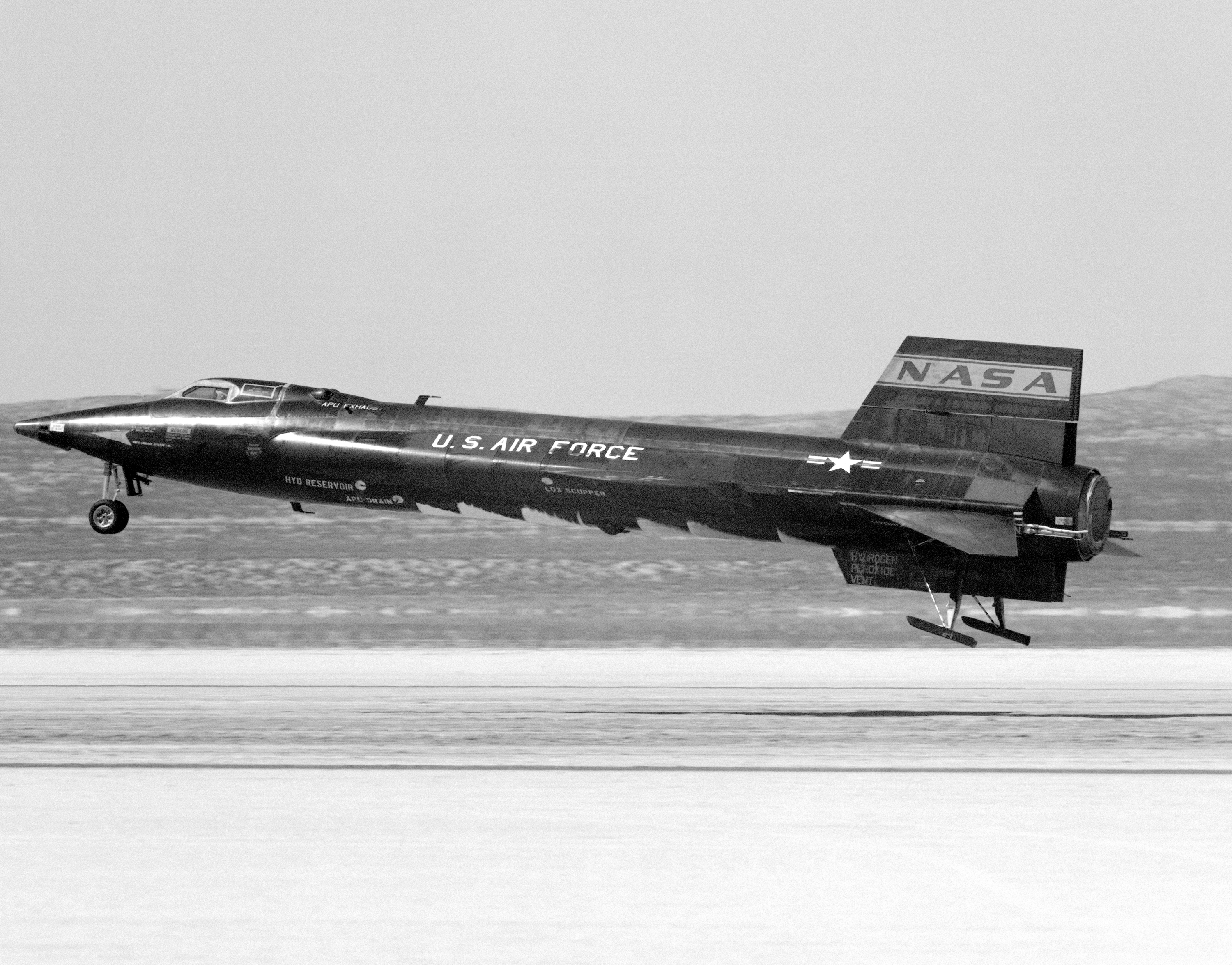
Třetí exemplář X-15-3 během přistávacího manévru

Konstrukčně jde o pilotovanou okřídlenou raketu. Žádný jiný letoun v historii, před ním ani po něm, nedosáhl nikdy takových výkonů jako North American X-15. Byl vyvinut pro lety v hypersonických rychlostech, přesahujících Mach 5 a dosahoval letové výšky přes 80 km. X-15 se stal prakticky prvním letounem, který skutečně dosáhl hranice vesmíru. Zhruba stejné velikosti jako X-2, osazen raketovými motory XLR99, poskytujícími tah 222 kN (57 000 liber). Skoro celá vnitřní struktura letounů byla vyrobena z odlehčené slitiny titanu, povrch letounů byl potažen speciálním chrom-niklovým plechem s přísadou hliníku, který byl schopen vydržet extrémní teploty, místy až 800 stupňů Celsia, tak jak se předpokládalo, že bude letoun zahříván při hypersonickém letu. Jeho výjimečnosti ještě přidává fakt, že celý letoun byl projektován na počátku padesátých let, v prakticky nezměněné podobě byl ve službě po více než deset let a některé jeho výkony nejsou dodnes překonány.
Poznatky získané v provozu byly použity i později při konstrukci raketoplánu Space Shuttle (ten se při sestupném letu mohl pohybovat rychlostí vyšší než mach 25, ale nikoliv přímo v motorovém letu).

## Dochované exempláře

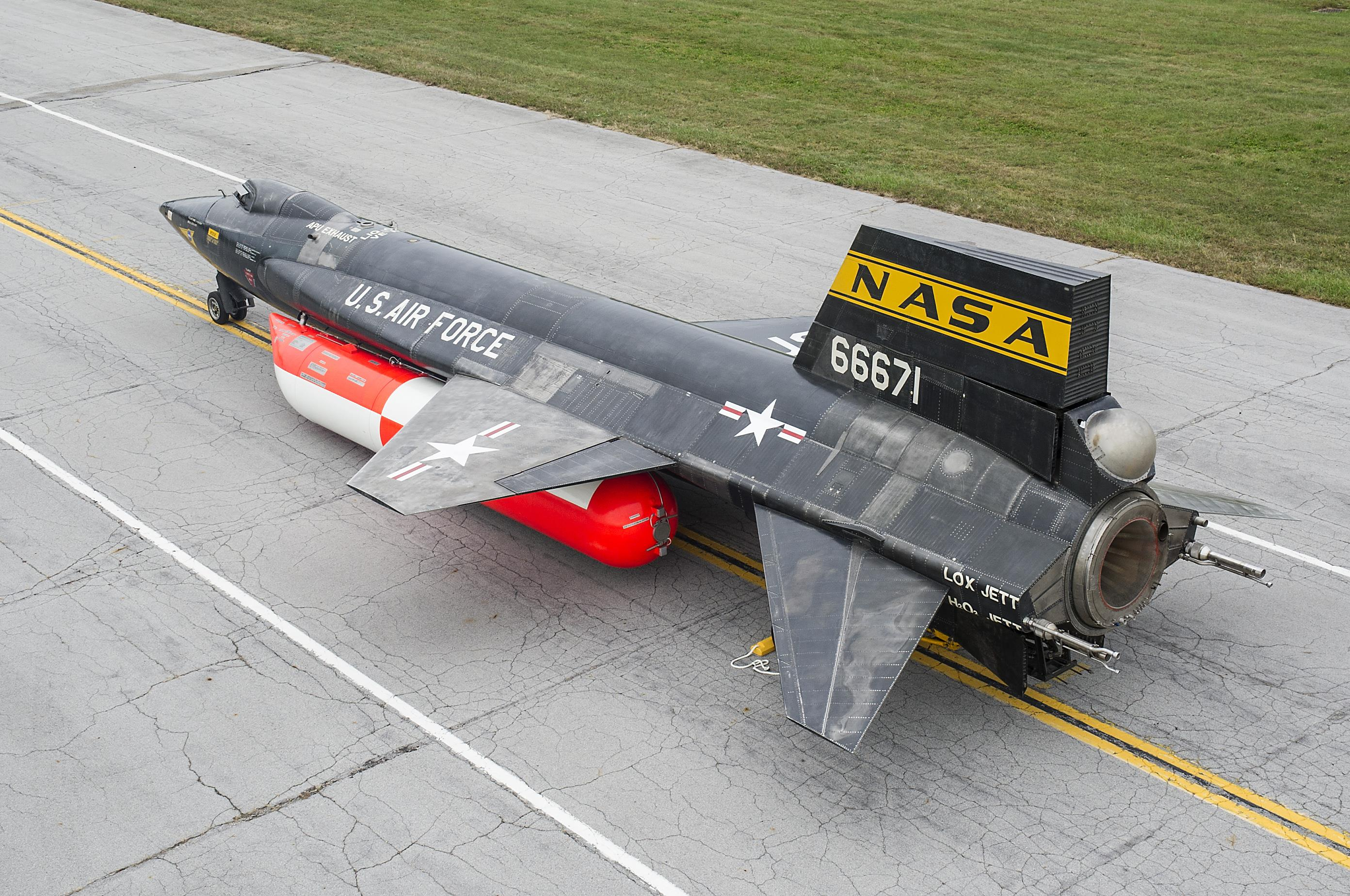
X-15A-2 ze sbírek Národního muzea Letectva Spojených států amerických v roce 2015

- X-15-1 (sériové číslo 56-6670) – Dne 10. června 1969 letoun americké letectvo darovalo Smithsonově institutu pro vystavení v National Air and Space Museum ve Washingtonu, D.C. Tento exemplář uskutečnil 82 ze 199 letů v programu X-15. Zároveň uskutečnil první i poslední let programu v letech 1959 a 1968.[4]
- X-15A-2 (sériové číslo 56-6671) je vystaven v Národním muzeu Letectva Spojených států amerických na Wrightových–Pattersonově letecké základně v Daytonu ve státě Ohio.

## Specifikace (X-15)

### Technické údaje
- Posádka: 1
- Délka: 15,45 m
- Rozpětí: 6,8 m
- Výška: 4,12 m
- Plocha křídel: 18,6 m²
- Prázdná hmotnost: 6 620 kg
- Vzletová hmotnost: 15 420 kg
- Pohon: raketový motor Thiokol XLR99-RM-2, o tahu 313 kN (ve výšce 30 km)

### Výkony
- Maximální rychlost: 7 274 km/h
- Dolet: 450 km
- Dostup: 108 km
- Rychlost stoupání: 18 000 m/min
- Zatížení křídel: 829 kg/m²
- Poměr tahu k hmotnosti: 2,07

## Rekordní lety

### Největší výška

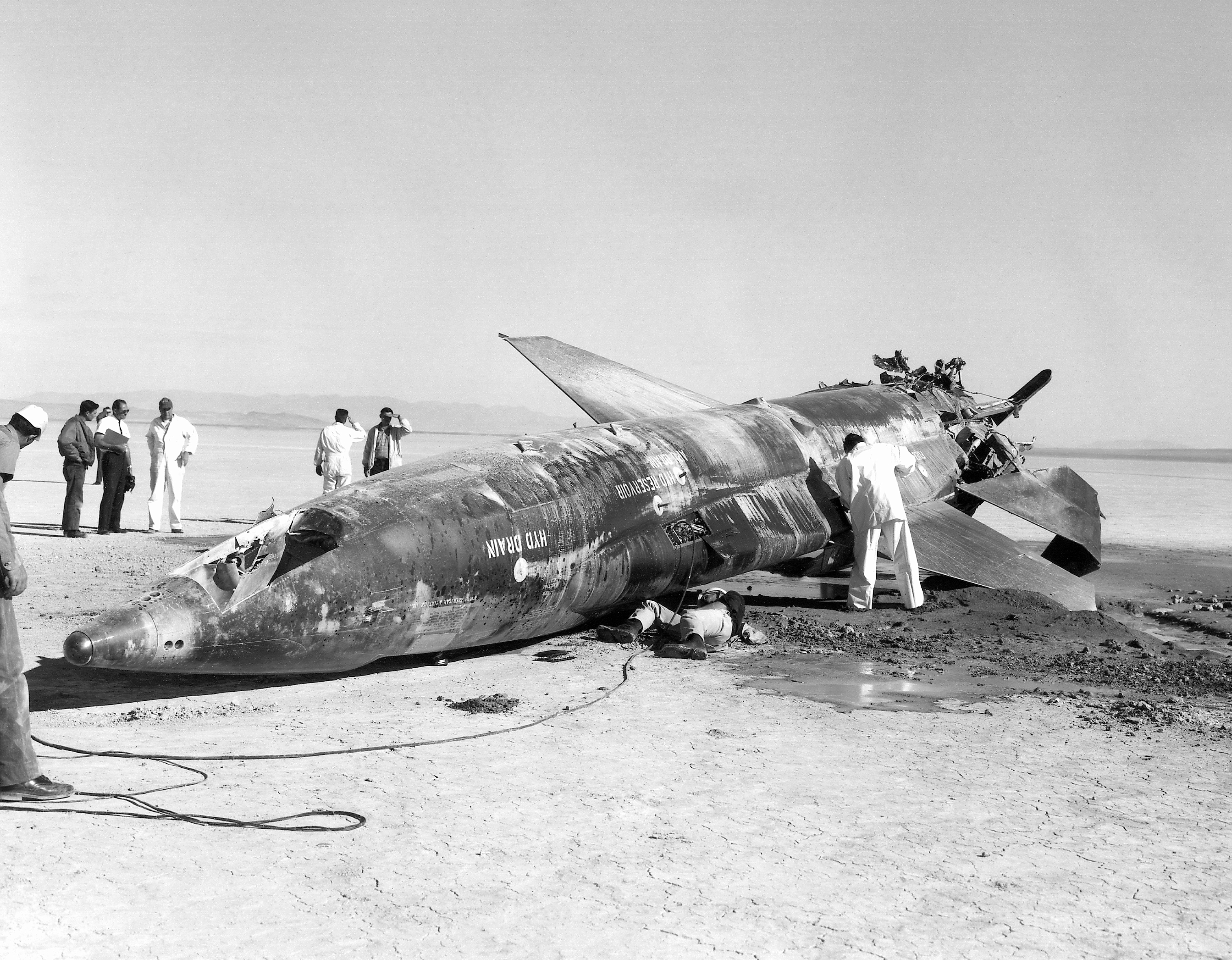
Druhý exemplář X-15-2 se 9. listopadu 1962 převrátil při nouzovém přistání na jezeře Mud Lake. Zkušební pilot John B. McKay nehodu přežil.

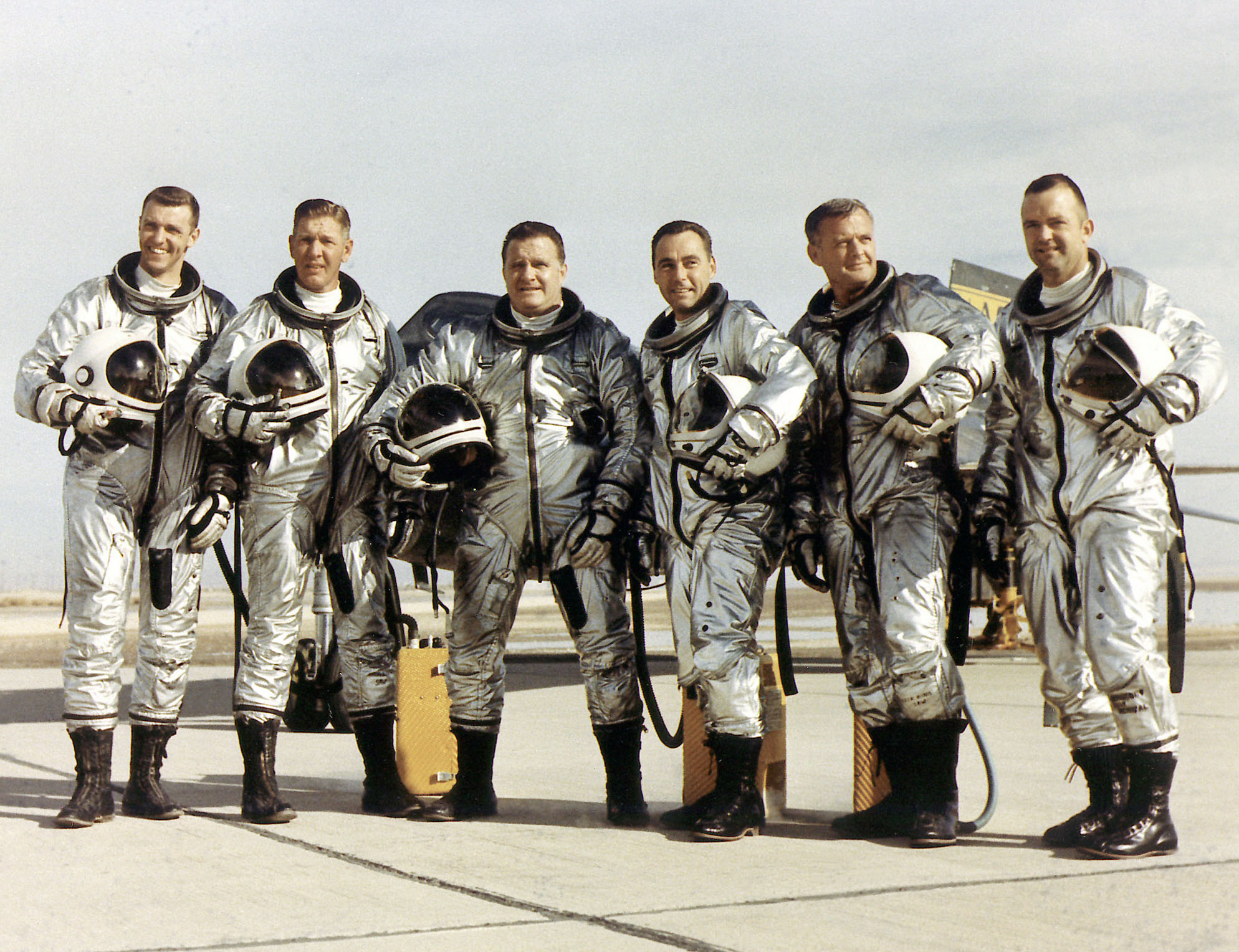
Zkušební piloti před X-15 (zleva): Joseph H. Engle, Robert A. Rushworth, John B. McKay, William J. Knight, Milton O. Thompson a William H. Dana.

| Let        | Datum              | Nejvyšší rychlost | Největší výška | Stroj  | Pilot              |
| ---------- | ------------------ | ----------------- | -------------- | ------ | ------------------ |
| Flight 62  | 17. července 1962  | 6 164 km/h        | 95,9 km        | X-15-3 | Robert M. White    |
| Flight 77  | 17. ledna 1963     | 5 916 km/h        | 82,7 km        | X-15-3 | Joe Walker         |
| Flight 87  | 27. června 1963    | 5 511 km/h        | 86,7 km        | X-15-3 | Robert Rushworth   |
| Flight 90  | 19. července 1963  | 5 969 km/h        | 106 km         | X-15-3 | Joe Walker         |
| Flight 91  | 22. srpna 1963     | 6 105 km/h        | 107,9 km       | X-15-3 | Joe Walker         |
| Flight 138 | 29. června 1965    | 5 520 km/h        | 85,4 km        | X-15-3 | Joseph H. Engle    |
| Flight 143 | 10. srpna 1965     | 5 710 km/h        | 82,5 km        | X-15-3 | Joseph H. Engle    |
| Flight 150 | 28. září 1965      | 6 003 km/h        | 89,9 km        | X-15-3 | John B. McKay      |
| Flight 153 | 14. října 1965     | 5 718 km/h        | 81,1 km        | X-15-1 | Joseph H. Engle    |
| Flight 174 | 1. listopadu 1966  | 6 034 km/h        | 93,5 km        | X-15-3 | Bill Dana          |
| Flight 190 | 17. října 1967     | 6 204 km/h        | 85,4 km        | X-15-3 | Pete Knight        |
| Flight 191 | 15. listopadu 1967 | 5 743 km/h        | 80,9 km        | X-15-3 | Michael J. Adams † |
| Flight 197 | 21. srpna 1968     | 5 540 km/h        | 81,4 km        | X-15-1 | Bill Dana          |

† smrtelná nehoda